# Список глав государств в 522 году
Список глав государств в 521 году — 522 год — Список глав государств в 523 году — Список глав государств по годам

## Африка
- Королевство вандалов и аланов — Тразамунд, король (496 — 523)

## Америка
- Баакульское царство — Аку’ль Мо’ Нааб I, священный владыка (501 — 524)
- Мутульское царство (Тикаль) — Иш-Йокин, царица (ок. 508 — ок. 528)
- Шукууп (Копан) — Балам-Нен, царь (ок. 504 — 532)

## Азия
- Абхазия (Абазгия) — Анос, князь (ок. 510 — ок. 530)
- Гаоцзюй — Ифу, правитель (516 — 534)
- Гассаниды — Джабала IV ибн аль-Харит, царь (512 — 529)
- Дханьявади — Тюрия Теза, царь[англ.] (513 — 544)
- Жужаньский каганат — Юйцзюлюй Анагуй, каган (520 — 552)
- Иберия — Дачи, царь (502 — 534)
- Индия — 
  - Вишнукундина — Викрамендра Варма I, царь[лит.] (508 — 528)
  - Гупта — Нарасимхагупта, махараджа (515 — 530)
  - Западные Ганги — Авинита, махараджа (469 — 529)
  - Кадамба — Хариварма, царь (519 — 525)
  - Маитрака — Друвасена I, махараджа[англ.] (ок. 520 — ок. 550)
  - Паллавы (Анандадеша) — Виджая Буддхаварман, махараджа (520 — 540)
  - Чалукья — Джаясимха Валлабха, араджа (500 — 525)
- Кавказская Албания — Гурген, царь (510 — 530)
- Камарупа — Бхутиварман, царь (518 — 542)
- Кинда — аль-Харит Талабан ибн Амр, царь (489 — 528)
- Китай (Период Южных и Северных династий) — 
  - Лян — У-ди (Сяо Янь), император (502 — 549)
  - Северная Вэй — Сяо Мин-ди (Юань Сюй), император (515 — 528)
- Корея (Период Трех государств):
  - Конфедерация Кая — Кухён, ван (521 — 532)
  - Когурё — Анжан, тхэван (519 — 531)
  - Пэкче —  Мурён, король (501 — 523)
  - Силла — Попхын Великий, тхэван (514 — 540)
- Лазика (Эгриси) — 
  - Дамназ, король (ок. 468 — ок. 522)
  - Тцат I, король (ок. 522 — ок. 527)
- Лахмиды (Хира) — аль-Мундир III ибн аль-Нуман, царь (505 — 554)
- Паган — Таик Тенг, король[англ.] (516 — 523)
- Персия (Сасаниды) — Кавад I, шахиншах (488 — 496, 498 — 531)
- Раджарата (Анурадхапура) — Кумара Датусена, король (515 — 524)
- Тарума — Кандраварман, царь (515 — 535)
- Тогон — Муюн Фулянчоу, правитель (490 — 540)
- Тямпа — Деваварман, князь (510 — 526)
- Фунань — Рудраварман I, король (514 — 550)
- Химьяр — Юсуф Ас'ар Ят'ар, царь (517 — 525)
- Эфталиты (Белые гунны) — Михиракула, хан (515 — 533)
- Япония — Кэйтай, император (507 — 531)

## Европа
- Англия —
  - Бринейх — 
    - Бран Старый, король (510 — ?)
    - Кингар, король (510 — ?)

  - Думнония — Кадо ап Геррен, король (508 — 537)
  - Каер Гвенддолеу — Кейдио ап Эйнион, король (ок. 505 — ок. 550)
  - Кент — Окта, король (512 — ок. 540)
  - Мерсия — Кнебба, король (517 — 538)
  - Пеннины — Пабо Опора Британии, король (ок. 500 — ок. 525)
  - Регед — Мейрхион Гул, король (ок. 490 — ок. 535)
  - Сассекс — Кисса, король (514 — ок. 567)
  - Уэссекс — Кердик, король (519 — 534)
  - Эбрук — Элиффер ап Эйнион, король (500 — 560)
  - Элмет — Ллаенног ап Масгвид, король (495 — 540)
  - Эссекс — Сихельм, король (508 — 539)
- Арморика — Эрих или Будик II, король
- Бургундское королевство — Сигизмунд, король (516 — 524)
- Вестготское королевство — Амаларих, король (511 — 531)
- Византийская империя — Юстин I, император (518 — 527)
- Гепиды — Гелемунд, король (508 — ок. 548)
- Ирландия — Муйрхертах, верховный король (ок. 507 — 534)
  - Айлех — Муйрхертах, король (489 — 534)
  - Коннахт — Эоган Бел мак Келлайг, король (502 — ок. 543)
  - Лейнстер — Иланн мак Дунлайнге, король (495 — 527)
  - Мунстер — Эохайд, король (492 — 523)
  - Ольстер — Керелл мак Моредах, король (509 — 532)
- Лангобарды — Вахо, король (ок. 510 — ок. 540)
- Остготов королевство (Италия) — Теодорих Великий, король (493 — 526)
- Папский престол — Гормизд, папа римский (514 — 523)
- Свевов королевство (Галисия) — Теодемунд, король (ок. 500 — ок. 550)
- Тюрингия — 
  - Герменефред, король (ок. 507 — 534)
  - Бертахар, король (ок. 507 — 525)
  - Бадерих, король (ок. 507 — 529)
- Уэльс —
  - Брихейниог — Ригенеу ап Райн, король (ок. 510 — 540)
  - Гвинед — Майлгун ап Кадваллон, король (ок. 520 — 547)
  - Гливисинг — Гвинлиу Бородатый, король (480 — 523)
  - Дивед — Гуртевир ап Айргол, король (495 — 540)
  - Поуис — Кинген Достопамятный, король (519 — 547)
- Франкское королевство — 
  - Теодорих I (Реймс), король (511 — 534)
  - Хлотарь I (Суассон), король (511 — 561)
  - Хильдеберт I (Париж), король (511 — 558)
  - Хлодомир (Орлеан), король (511 — 524)
- Швеция — Оттар, король (ок. 515 — ок. 530)
- Шотландия —
  - Дал Риада — Комгалл, король (507 — 538)
  - Пикты — Дрест II, король (508 — 538)
  - Стратклайд (Альт Клуит) — Клинох ап Думнагуал, король (ок. 490 — ?)

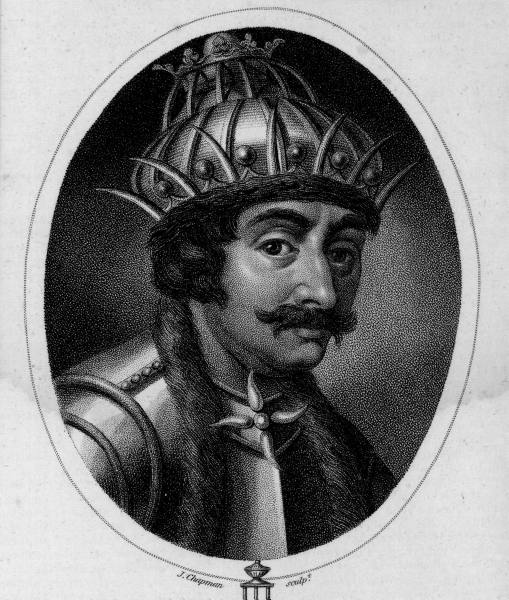
Теодорих Великий 493-526 Король Италии
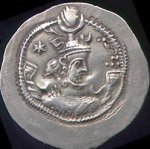
Кавад I 488-496,498-531 Шахиншах Персии
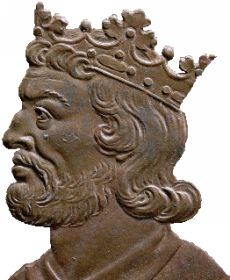
Теодорих I 511-534 Король Реймса
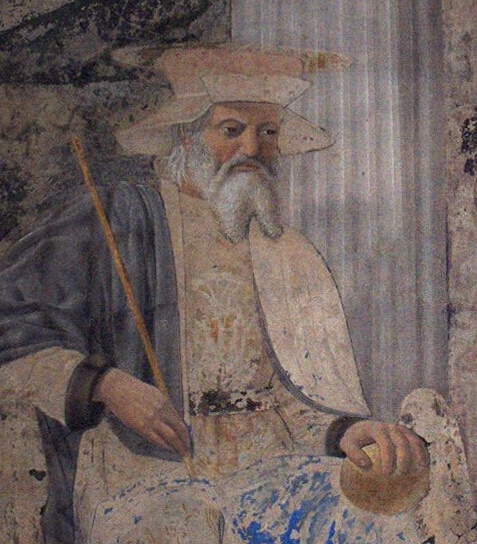
Сигизмунд 516-524 Король бургундов
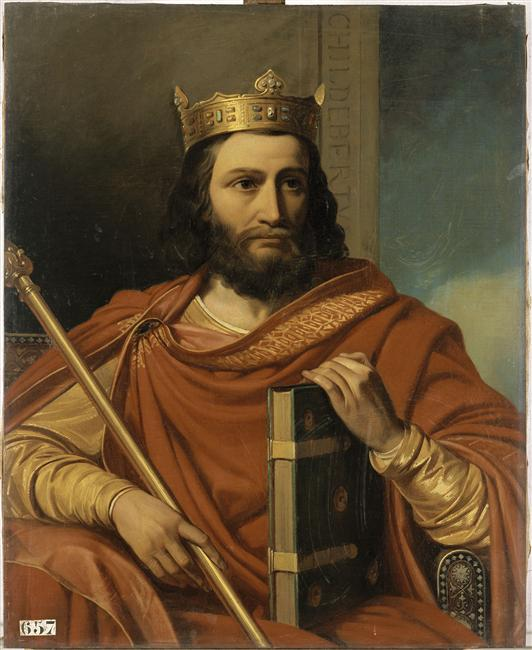
Хильдеберт I 511-558 Король Парижа
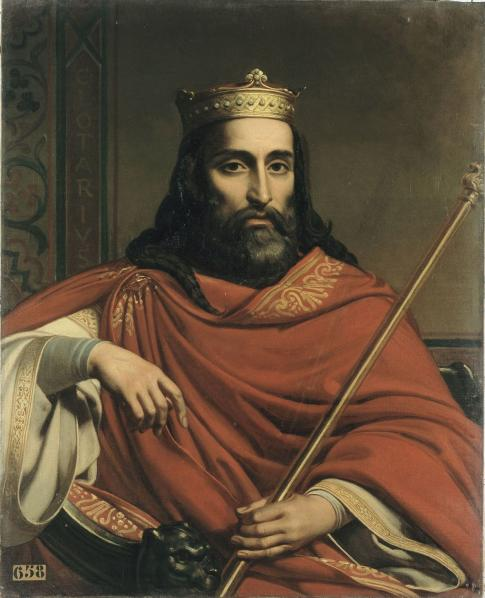
Хлотарь I 511-561 Король Суассона
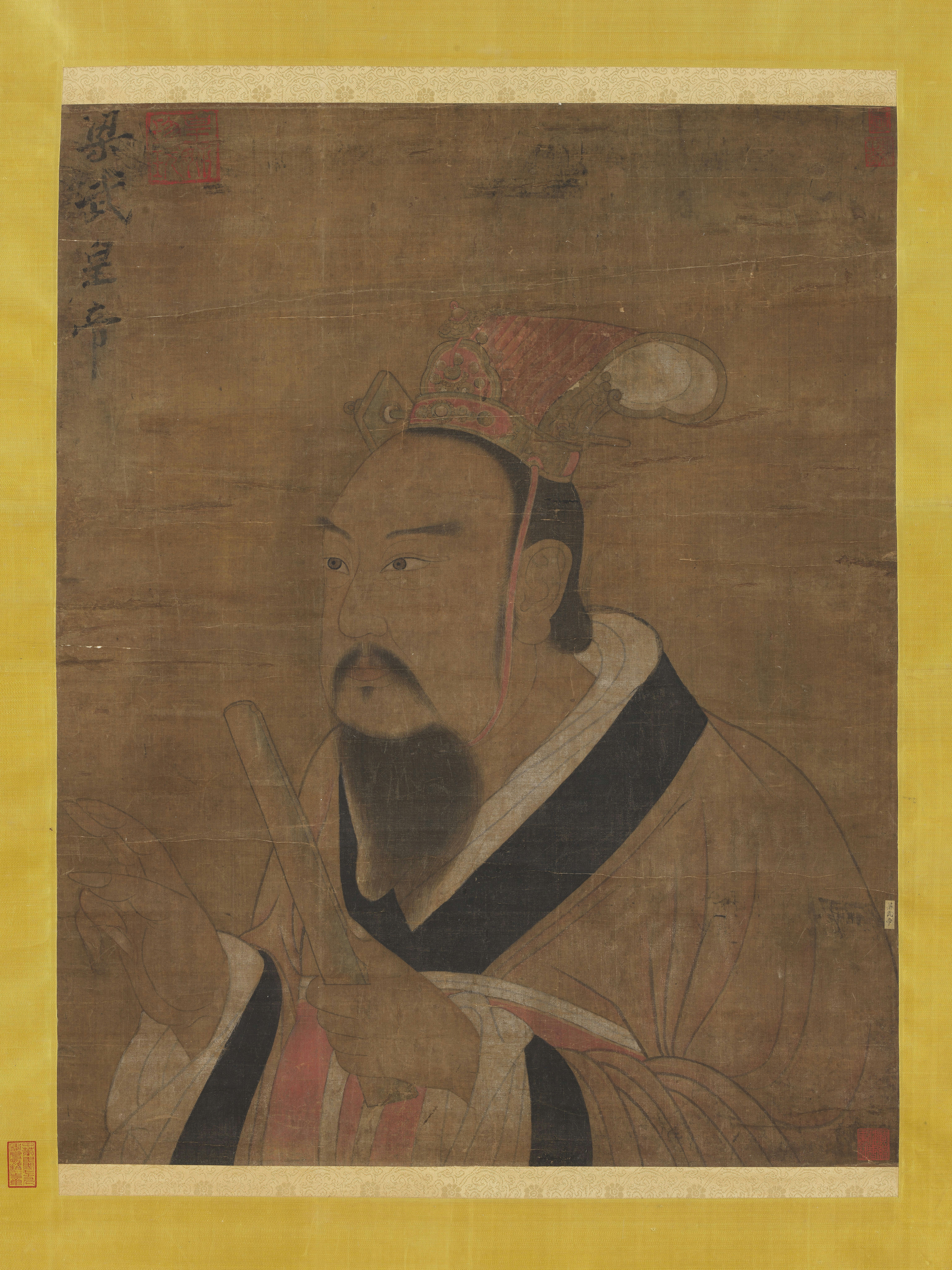
У-ди 502-549 Император Лян
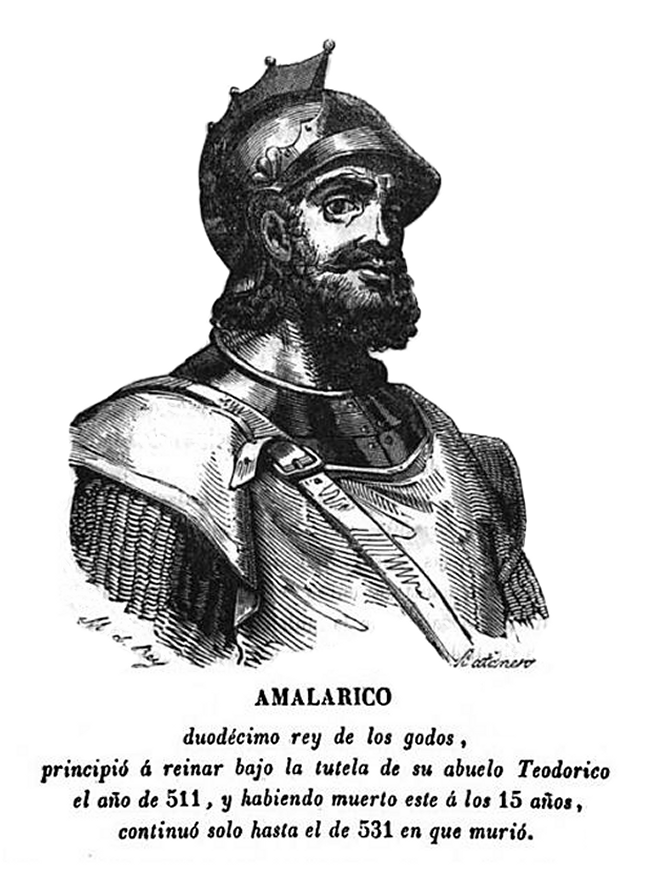
Амаларих 511-531 Король вестготов
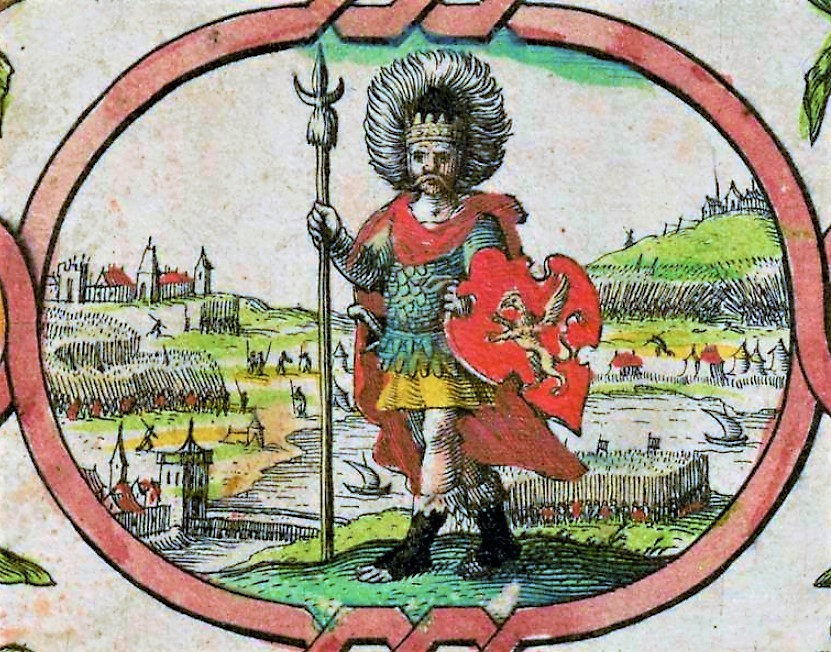
Кердик 519-534 Король Уэссекса
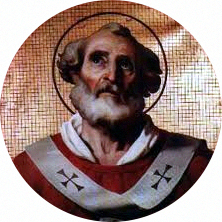
Гормизд 514-523 Папа римский